# Kamikawa Maru
Kamikawa Maru (jap. 神川丸) – okręt-baza wodnosamolotów japońskiej Cesarskiej Marynarki Wojennej z okresu II wojny światowej, przebudowany ze statku frachtowego o tej samej nazwie. Brał udział w wojnie chińsko-japońskiej, a następnie w początkowym okresie działań II wojny światowej na Pacyfiku. Został zatopiony 29 maja 1943 roku przez amerykański okręt podwodny USS „Scamp” (SS-277).

## Historia jako statek

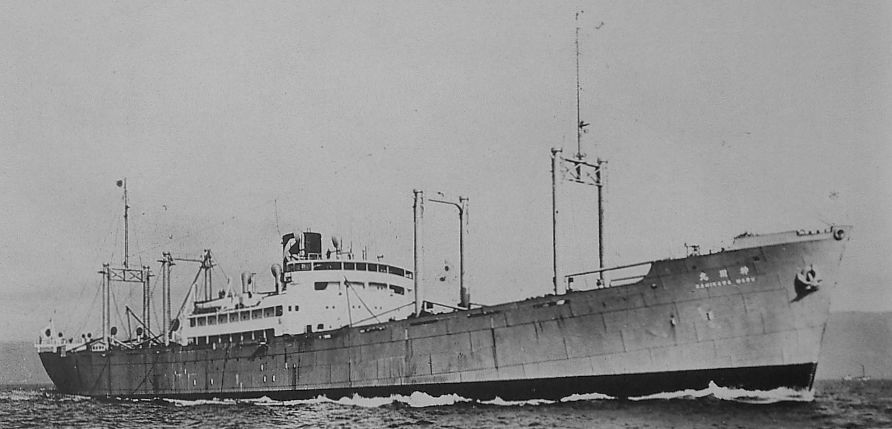
„Kamikawa Maru” w pierwotnej postaci jako statek

„Kamikawa Maru” był pierwszym statkiem z typu czterech drobnicowców o napędzie motorowym, zbudowanych w latach 1936–1937 w stoczni Kawasaki w Kobe dla armatora Kawasaki Kisen, należącego do tego samego koncernu. Ich budowa wiązała się z programem odnowienia japońskiej floty handlowej w celu zwiększenia jej konkurencyjności, wiążącym się z subsydiami państwowymi dla budowy nowych statków. Statki tego typu były zarazem projektowane z uwzględnieniem wymagań wojskowych co do ich ewentualnej mobilizacji, obejmujących np. wzmocnienia konstrukcji pod montaż artylerii. Stępkę pod budowę pierwszego statku „Kamikawa Maru” położono 5 sierpnia 1936 roku, pod numerem budowy 603, a wodowano go 13 grudnia 1936 roku.
„Kamikawa Maru” wszedł do eksploatacji 15 marca 1937 roku. Nosił znak wywoławczy JNJL, portem macierzystym było Kobe. Odbywał rejsy do Qingdao i Nowego Jorku. Kariera jego jako statku handlowego nie trwała jednak długo, gdyż w związku z wojną japońsko-chińską 17 września 1937 roku został zmobilizowany.

## Opis

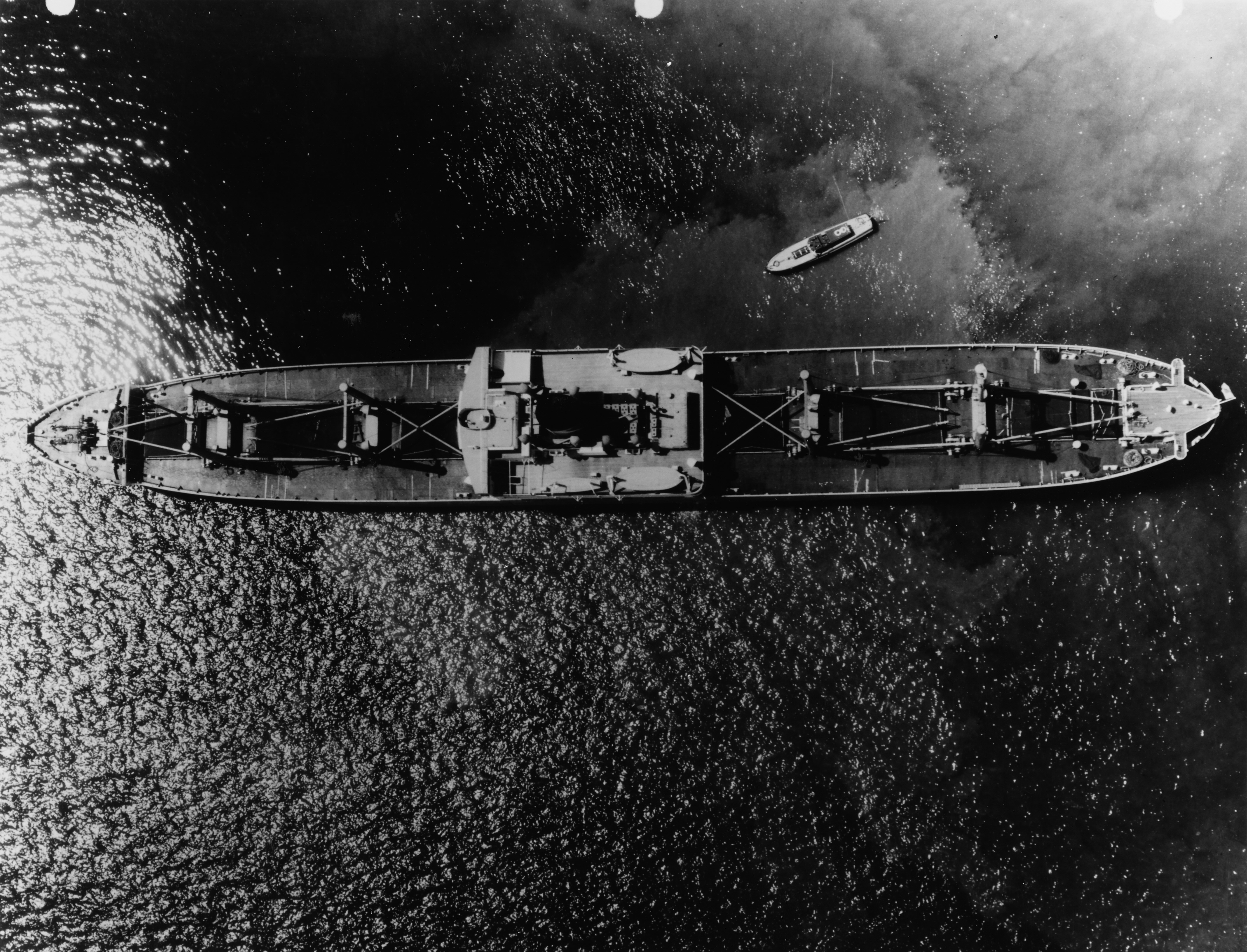
„Kamikawa Maru” jako statek, od góry (1937 rok)

„Kamikawa Maru” był towarowo-pasażerskim motorowcem o klasycznej konstrukcji, z nadbudówką i maszynownią w środkowej części i ładowniami w części dziobowej i rufowej. Kadłub był podzielony ośmioma poprzecznymi grodziami wodoszczelnymi i miał dno podwójne. Przed nadbudówką i za nią były po trzy luki do ładowni, ponadto na rufie był siódmy mały luk. Część ładowni była chłodzona. Urządzenia przeładunkowe obejmowały cztery pary masztów kolumnowych, na których zawieszone było 16 bomów. Statek mógł zabierać ośmiu pasażerów w czterech kabinach. Załogę stanowiło etatowo 47 osób (faktycznie od 44 do 51).
Statek miał długość całkowitą 155 m i na linii wodnej 146,16 m, a między pionami 145 m. Szerokość wynosiła 19 m, a zanurzenie w stanie załadowanym 9,23 m. Pojemność wynosiła 6853 BRT i 3956 NRT, a nośność 9844 t. Wyporność przy pełnym załadowaniu dla statków tego typu podawana była jako 15 875 t. Wyporność bez ładunku według pomiarów bliźniaczego „Kiyokawa Maru” wynosiła 7995,73 t (przy średnim zanurzeniu 4,59 m). Napęd stanowił dwusuwowy silnik wysokoprężny Kawasaki-MAN D7Z70/120T o mocy projektowej 7500 KM przy 118 obr./min. Silnik mógł rozwijać moc maksymalną 9137 KM. Średnica cylindrów wynosiła 700 mm, a skok tłoka 1200 mm. Silnik napędzał czterołopatową śrubę o średnicy 5500 mm.

## Przebudowa na okręt-bazę wodnosamolotów
„Kamikawa Maru” został wcielony do służby 18 września 1937 roku i przydzielony do bazy w Sasebo, po czym skierowany do adaptacji na okręt-bazę wodnosamolotów. Zdemontowano parę kolumn dźwigów za nadbudówką, a poza tym ze zmian zewnętrznych pierwotnie tylko zabudowano na pokładzie górnym drewniane platformy dla składowania wodnosamolotów. Ładownie zaadaptowano na dodatkowe pomieszczenia załogi i magazyny. Na pokładzie dziobowym i nadbudówce rufowej ustawiono dwa działa przeciwlotnicze 120 mm Typ 10, a na skrzydłach mostka dwa karabiny maszynowe 7,7 mm Typ 92. Początkowo okręt nie miał katapulty i jedynie przenosił wodnosamoloty, stawiane na wodzie za pomocą dźwigów. W skład jego grupy lotniczej początkowo wchodziło 6 dwumiejscowych Nakajima E8N2, składowanych przed nadbudówką, i 4 trzymiejscowe Kawanishi E7K1, składowane za nadbudówką. Z uwagi na adaptację  jednostki cywilnej, okręt klasyfikowany był jako pomocniczy okręt-baza wodnosamolotów (tokusetsu suijōki bokan).

## Służba

### Wojna japońsko-chińska

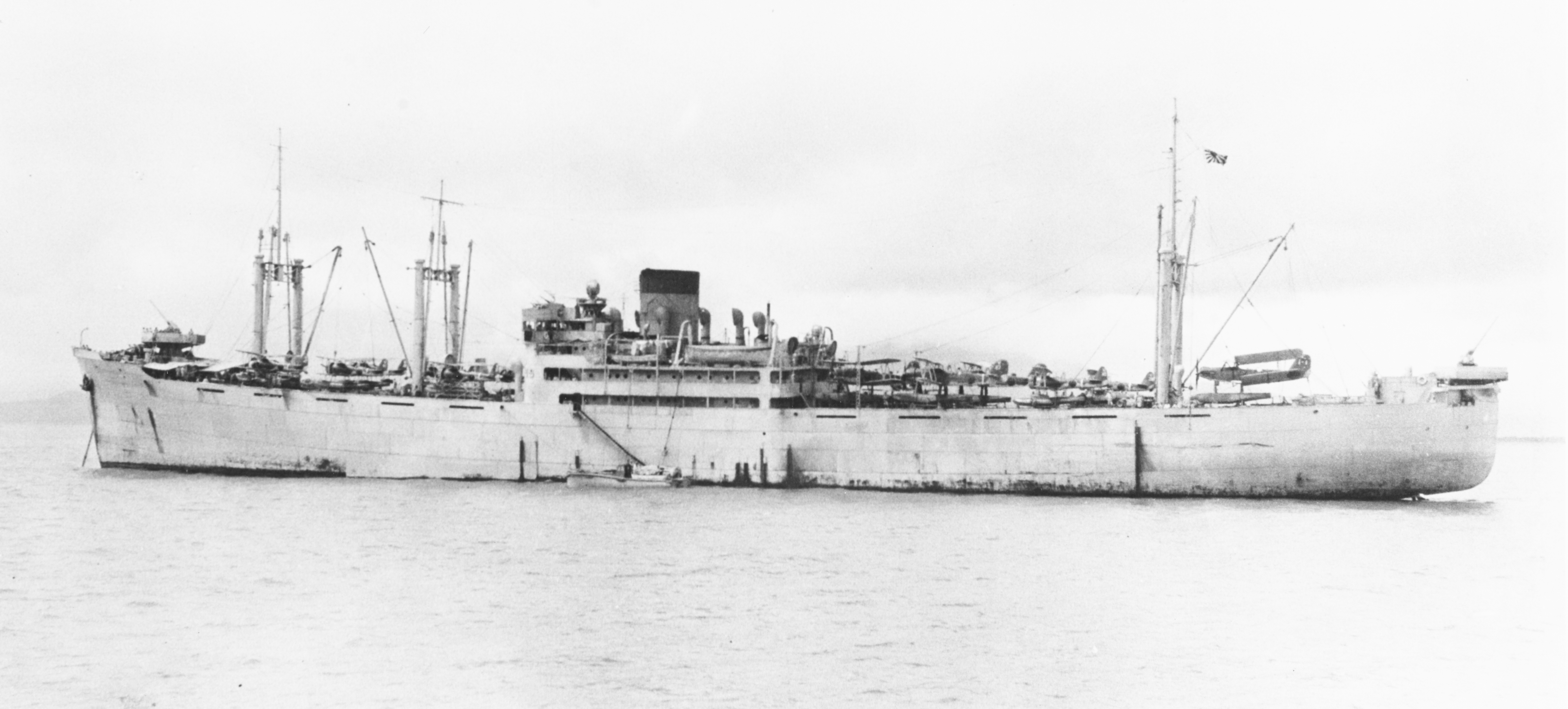
„Kamikawa Maru” w lipcu 1939 roku w Amoy na wodach chińskich. Widoczne wodnosamoloty E8N2 i E7K1 oraz armaty 120 mm

„Kamikawa Maru” został 1 października 1937 roku przydzielony do 3. Floty i 5 października wyszedł z bazy Kure, po czym został skierowany ku wybrzeżom środkowych Chin. Okręt stał się bazą dla wodnosamolotów pochodzących z operującej tam 22. grupy lotnictwa morskiego. 1 grudnia 1937 roku został wraz z transportowcem wodnosamolotów „Kamoi” przydzielony do 3. dywizjonu okrętów lotniczych 3. Floty, od 1 lutego 1938 roku podporządkowanego 5 Flocie. 28 grudnia 1937 roku wyszedł z bazy Takao na Formozie na rejs bojowy u wybrzeży południowych Chin. Jego wodnosamoloty prowadziły rozpoznanie i okazjonalne bombardowania. W dniach 10–12 maja 1938 roku okręt wspierał duży desant ponad dwóch tysięcy żołnierzy piechoty morskiej w Xiamen (Amoy), wraz z innymi okrętami 5 Floty, w tym lotniskowcem „Kaga” i transportowcem wodnosamolotów „Kamoi”. Pod koniec maja okręt wspierał ataki na Hankou, działając na rzece Jangcy. Podczas nalotu 31 maja dwa samoloty E8N2 zostały zestrzelone przez chińskie myśliwce Gloster Gladiator. 1 lipca „Kamikawa Maru” został przeniesiony do 3. Floty, a 24 lipca wspierał desant 5. oddziału Kure piechoty morskiej na brzegu Jangcy. Od 1 września 1938 roku działał na południu, u ujścia Rzeki Perłowej, wspierając w październiku natarcie na Kanton.
15 grudnia 1938 roku „Kamikawa Maru” został przeklasyfikowany na transportowiec samolotów (niezaliczający się do okrętów bojowych), będący bazą dla 16. grupy lotniczej, której dowódcą był zarazem dowódca okrętu. Zmiana ta nie wpłynęła jednak na charakter dalszego wykorzystywania okrętu, który w lutym 1939 roku brał udział w zajęciu wyspy Hajnan, a 21–27 czerwca – portu Szantung. 15 listopada 1939 roku ponownie został przeklasyfikowany w okręt-bazę wodnosamolotów, z etatową grupą lotniczą. Działał dalej na wodach chińskich w składzie 4. Floty, a od listopada 1939 roku – 2. Floty Obszaru Chin. 15 listopada 1940 roku powrócił na wody japońskie, wchodząc w skład nowo sformowanego 6. dywizjonu okrętów lotniczych wraz z bazą wodnosamolotów „Notoro”. Między 1 a 20 grudnia 1940 roku był dokowany w stoczni Mitsubishi w Nagasaki. 10 kwietnia 1941 roku został skierowany jeszcze raz na wody chińskie, do 12. dywizjonu okrętów lotniczych 2 Floty Obszaru Chin, lecz już przed początkiem maja powrócił do Japonii.

### Dalsza przebudowa i początek wojny na Pacyfiku
Od 4 do 15 maja 1941 roku okręt przeszedł remont połączony z modernizacją w Sasebo. Przede wszystkim otrzymał obrotową katapultę na prawej burcie za nadbudówką – przy tym, w odróżnieniu od innych przebudowywanych okrętów-baz, jej podstawa nie wystawała poza obrys kadłuba. Na pokładzie ustawiono też tory do przemieszczania wózków z wodnosamolotami. Uzbrojenie wzmocniono o dwa sprzężone karabiny maszynowe kalibru 13,2 mm, pozostawiając dwa działa przeciwlotnicze 120 mm. Niektóre źródła podają zamiast karabinów maszynowych uzbrojenie okrętów tego typu z czterech działek przeciwlotniczych kalibru 25 mm Typ 96 w dwóch podwójnych stanowiskach (nie wiadomo w jakim okresie). W skład grupy lotniczej etatowo wchodziły 4 nowoczesne wodnosamoloty dalekiego rozpoznania Aichi E13A1 i 8 obserwacyjno-myśliwskich Mitsubishi F1M2, natomiast faktyczny skład grupy lotniczej bywał później różny.
2 czerwca 1941 roku „Kamikawa Maru” został okrętem flagowym 12. dywizjonu okrętów lotniczych. W lipcu osłaniał transporty wojska do Sajgonu w ramach operacji zajęcia południowych Indochin francuskich.  25 listopada przepłynął do Sanya na wyspie Hajnan jako pozycji wyjściowej do rozpoczęcia wojny na Pacyfiku. 4 grudnia zespół japoński wypłynął stamtąd do przeprowadzenia operacji „E” – zdobycia Malajów. Od 6 grudnia zespół był śledzony przez brytyjskie samoloty Lockheed Hudson. Próba przechwycenia Hudsona przy pomocy wodnosamolotu F1M2 nie powiodła się, lecz 7 grudnia ok. 8:20 rano E13A1 z pokładu „Kamikawy Maru” uszkodził nad Zatoką Syjamską łódź latającą Catalina z 205 Dywizjonu RAF, następnie zestrzeloną przez wezwane myśliwce lądowe Ki-27 i stanowiącą pierwszą stratę brytyjską w wojnie z Japonią. 8 grudnia zespół japoński opanował port Kota Bharu w Malezji . Tego dnia stracono jeden samolot z „Kamikawa Maru” z załogą. 13 grudnia „Kamikawa Maru” wyszedł z zatoki Cam Ranh w Indochinach w celu wspierania sił zajmujących Brytyjskie Borneo. Od 17 grudnia, w ciągu kolejnych 10 dni wodnosamoloty okrętu walczyły pod Miri z holenderskim lotnictwem, zestrzeliwując lub uszkadzając kilka maszyn, głównie Do 24K i Martin 139. Wodnosamoloty okrętu nie poniosły strat w walkach, lecz 20 grudnia zaginął na patrolu E13A1, 27 grudnia F1M2, a wysłany na poszukiwanie E13A1 zatonął podczas powrotu. Okręt został tego dnia odwołany do zatoki Cam Ranh, po czym w styczniu dalej działał w tym rejonie, osłaniając w połowie stycznia konwój na Malaje.
1 lutego 1942 roku rozwiązano 12 dywizjon okrętów lotniczych i okręt przeszedł bezpośrednio pod rozkazy 3. Floty. Wziął następnie udział w zajęciu Holenderskich Indii Wschodnich. Od 13 lutego „Kamikawa Maru” organizował bazę wodnosamolotów w porcie Muntok na wyspie Bangka. 16 lutego jego samoloty walczyły nad Sumatrą z holenderskimi bombowcami Martin 139, zestrzeliwując jeden, lecz tracąc też jeden F1M2. Od 1 marca okręt brał udział w zajęciu zachodniej Jawy, wspierając z samolotami z „Sanyo Maru” desant w zatoce Bantam, Merak i Eretan. W walce powietrznej tego dnia samotny F1M2 przetrwał ataki pięciu myśliwców Hawker Hurricane brytyjskiego 605 Dywizjonu (samemu donosząc o rzekomym zestrzeleniu trzech z nich), lecz inny Hurricane później zniszczył F1M2 zakotwiczonego w zatoce Bantam i uszkodził drugiego . W związku z kapitulacją Holenderskich Indii Wschodnich, okręt 11 marca wypłynął do Japonii, po czym przeszedł dokowanie w Sasebo 27 marca – 4 kwietnia. 25 kwietnia przebazował do atolu Truk.

### Morze Koralowe, Midway i Aleuty
„Kamikawa Maru” wziął następnie udział w operacji MO, mającej na celu opanowanie Port Moresby, wchodząc w skład sił osłony (eskortowany przez krążowniki „Tenryū” i „Tatsuta”). 2 maja osłaniał zdobycie wyspy Santa Isabel na Wyspach Salomona, na której w zatoce Rekata urządzono bazę wodnosamolotów, biorących następnie udział w walkach o Guadalcanal. Po tym, „Kamikawa Maru” udał się ze swoją eskortą dalej na południe i 6 maja założył bazę wodnosamolotów pod Deboyne na Luizjadach. Operowała z niego wówczas zarówno własna grupa lotnicza, jak i bliźniaczego „Kiyokawa Maru”, będącego w remoncie. Na skutek bitwy na Morzu Koralowym (w której rozpoznanie lotnicze popełniło kilka błędów), Japończycy odwołali operację zajęcia Port Moresby i „Kamikawa Maru” 10 maja odpłynął spod Deboyne, zawijając do bazy w Rabaulu.

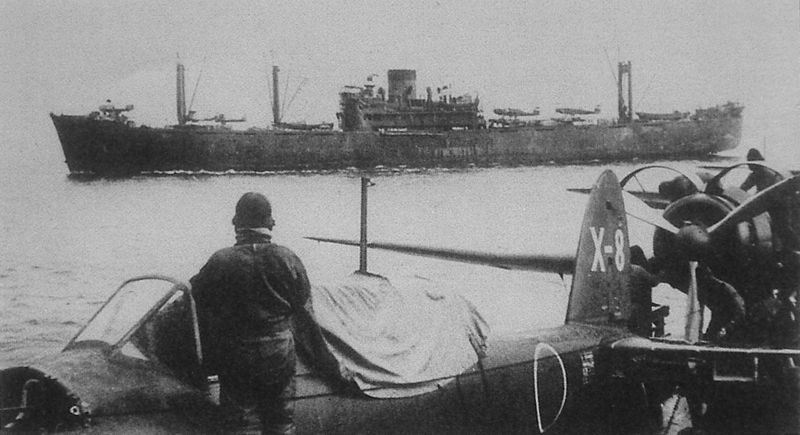
„Kamikawa Maru” koło Kiski, czerwiec 1942 (zdjęcie z pokładu „Kimikawa Maru”)

20 maja „Kamikawa Maru” został włączony do 11. dywizjonu okrętów lotniczych Floty Połączonej i wyszedł na Saipan w celu uczestnictwa w operacji MI – zajęcia Midway. Okręty wyszły stamtąd 28 czerwca, a „Kamikawa Maru” wchodził w skład sił inwazyjnych Midway, osłaniając grupę transportową . Jego zadaniem było najpierw założenie bazy wodnosamolotów w atolu Kure. Na pokładzie „Kamikawa Maru” miał wówczas 4 starsze wodnosamoloty E8N2 i 14 F1M2. Okręt nie uczestniczył w samej bitwie o Midway, gdyż 6 czerwca został skierowany do operacji AL zajęcia wysp Kiska i Attu na Aleutach. 15 czerwca przybył na Kiskę, dołączając do bliźniaczego „Kimikawa Maru”, gdzie przystąpiono do organizacji bazy wodnosamolotów. Ponoszono straty w samolotach, zarówno od walk z amerykańskimi bombowcami, jak i od złej pogody. Z powodu aktywności amerykańskiego lotnictwa, od 18 czerwca „Kamikawa Maru” przebywał u brzegów wyspy Agattu. Po nalocie amerykańskich bombowców B-24 3 lipca, w którym „Kamikawa Maru” nie odniósł uszkodzeń, następnego dnia został wycofany z tego rejonu i 15 lipca powrócił do Sasebo.

### Walki o Wyspy Salomona

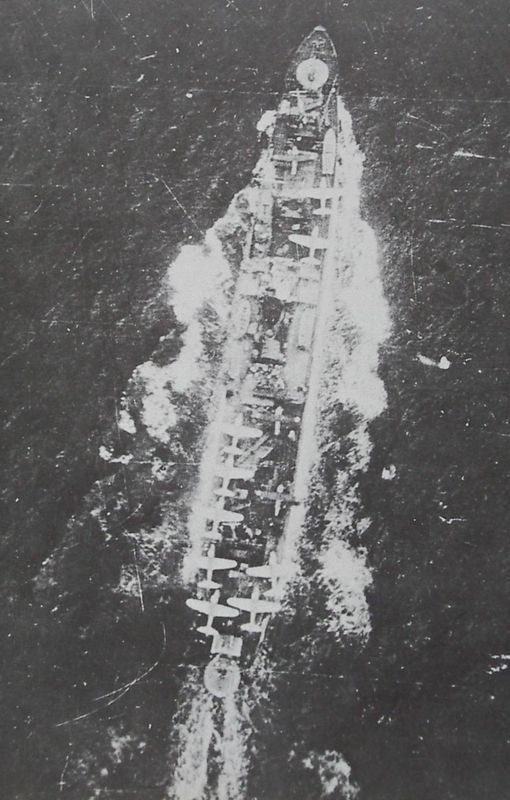
Widok od góry w 1943 roku podczas ataków lotnictwa amerykańskiego

W związku z walkami o Gudalacanal na Wyspach Salomona, 23 sierpnia okręt został skierowany w ten rejon, docierając do kotwicowiska koło wyspy Shortland 4 września, przenosząc na pokładzie 11 myśliwców pływakowych Nakajima A6M2-N i dwa F1M2. Wszedł wówczas w skład grupy lotniczej obszaru R (R Homen Koku Butai), z „Chitose”, „Sanyo Maru” i „Sanuki Maru”), przenosząc jako jedyny myśliwce pływakowe. Wodnosamoloty grupy uczestniczyły w walkach nad Guadalcanalem, osłonie okrętów i wsparciu japońskich natarć lądowych, korzystając też z wysuniętej bazy Rekata. Podczas wsparcia nieudanego natarcia 14 września stracono trzech pilotów A6M2-N w starciach z amerykańskimi F4F . 19 września „Kamikawa Maru” odpłynął do Rabaulu, pozostawiając na Shortland resztę samolotów, które przez kolejne miesiące nadal walczyły nad Guadalcanalem. 1 października okręt powrócił do Yokosuki w Japonii; zainstalowano wówczas na nim radar . 18 października „Kamikawa Maru” ponownie dotarł na Shortland, po czym 19 października przeszedł pod Buin na Wyspie Bougainville’a, gdzie stacjonował do 3 listopada. Pięć razy był tam celem nalotów amerykańskich B-17 (19, 21, 30, 31 października i 1 listopada), odnosząc niewielkie uszkodzenia za ostatnim razem . Przez kolejne dwa miesiące okręt kursował kilka razy między Japonią a Shortland. 11 grudnia 1942 roku koło Buin holował uszkodzony okręt-bazę wodnosamolotów „Sanyo Maru” . 1 lutego 1943 roku jego grupa lotnicza składała się z siedmiu E13A1 i trzech F1M2 . Tego samego dnia okręt został uszkodzony w nalocie B-17 na Shortland, po czym po prowizorycznych naprawach w Rabaulu i Truk, udał się na remont do Jokohamy, ukończony 15 marca.
1 kwietnia 1943 roku „Kamikawa Maru” dotarł do Rabaulu i został przydzielony do Floty Obszaru Południowowschodniego . 21 kwietnia okręt przeszedł do Truk, a 29 kwietnia do Yokosuki. 14 maja 1943 roku ponownie okręt wyszedł z dwoma transportowcami z Yokosuki do Truk, gdzie dotarł 23 maja, dostarczając samoloty i bomby. Następnie  wyruszył 26 maja do Rabaulu, pod eskortą ścigaczy okrętów podwodnych nr 12 i nr 37. 28 maja 1943 roku o godzinie 12:03, na północ od Kaviengu, „Kamikawa Maru” został storpedowany trzema torpedami w prawą burtę przez amerykański okręt podwodny USS „Scamp” (SS-277). Wobec nieudanych prób holowania został wydany rozkaz opuszczenia okrętu, który jednak trzymał się na wodzie. Po północy 29 maja, o godzinie 0:16 „Kamikawa Maru” został dobity przez okręt podwodny jeszcze jedną torpedą w lewą burtę, po czym zatonął. Zginęło 39 członków załogi, w tym dowódca komandor Seitarō Hara, a także trzech pracowników wojska. Okręt zatonął na pozycji 01°36′S 150°24′E/-1,600000 150,400000  lub według innych źródeł  01°00′S 150°18′E/-1,000000 150,300000. Skreślono go formalnie z listy floty 18 lipca 1943 roku.